# Si loin, si proche !
Série
Les Ailes du désir
(1987)
Pour plus de détails, voir Fiche technique et Distribution.
Si loin, si proche ! (In weiter Ferne, so nah!) est un film allemand réalisé par Wim Wenders, sorti en 1993. Il est la suite du film Les Ailes du désir, du même réalisateur, sorti en 1987.

## Synopsis
Le mur de Berlin est tombé. Cassiel est un ange, comme Damiel autrefois, qui a préféré devenir humain par amour pour Marion, la trapéziste. Cassiel décide de devenir humain lui aussi, mais tout se passe mal.

## Fiche technique
- Titre : Si loin, si proche !
- Titre original : In weiter Ferne, so nah!
- Réalisation : Wim Wenders
- Scénario : Wim Wenders, Richard Reitinger et Ulrich Zieger
- Production : Ulrich Felsberg, Wim Wenders et Michael Schwarz
- Musique :  Laurent Petitgand
- Participations à la BO : Nick Cave, Laurie Anderson, Herbert Grönemeyer, U2 et Johnny Cash, Simon Bonney, David Darling et Jane Siberry
- Photographie : Jürgen Jürges
- Montage : Peter Przygodda
- Décors : Albrecht Konrad
- Costumes : Esther Walz
- Pays d'origine : Allemagne
- Format : Couleurs
- Durée : 144 minutes
- Date de sortie : 1993

## Distribution
- Otto Sander : Cassiel
- Bruno Ganz : Damiel
- Nastassja Kinski : Raphaela
- Martin Olbertz : Dying man
- Aline Krajewski : Raissa
- Monika Hansen : Hanna/Gertrud Becker
- Peter Falk (VF : Edward Marcus) : Lui-même
- Rüdiger Vogler : Phillip Winter
- Heinz Rühmann : Chauffeur Konrad
- Mikhaïl Gorbatchev : Lui-même
- Lou Reed : Lui-même
- Willem Dafoe : Emit Flesti

## Distinctions
- Festival de Cannes 1993 : Grand Prix